# Формула 1. Драйв выживания
«Формула 1. Драйв выживания» (англ. Formula 1: Drive to Survive) — документальный сериал, дающий возможность заглянуть в закулисье «Формулы-1», совместная работа Netflix и Formula One Group. Всего было снято 5 сезона по 10 выпусков каждый, посвящённые сезонам Формулы-1 2018, 2019, 2020, 2021 и 2022 годов. Премьера первого сезона сериала состоялась 8 марта 2019 года, второй сезон вышел на Netflix 28 февраля 2020 года, третий — 19 марта 2021 года, четвёртый — 11 марта 2022 года, пятый - 24 февраля 2023.

## Список эпизодов
| Сезон | Серии | Серии | Даты показа     | Даты показа     |
| ----- | ----- | ----- | --------------- | --------------- |
| 1     | 10    | 10    | 8 марта 2019    | 8 марта 2019    |
| 2     | 10    | 10    | 28 февраля 2020 | 28 февраля 2020 |
| 3     | 10    | 10    | 19 марта 2021   | 19 марта 2021   |
| 4     | 10    | 10    | 11 марта 2022   | 11 марта 2022   |
| 5     | 10    | 10    | 24 февраля 2023 | 24 февраля 2023 |
| 6     | 10    | 10    | 23 февраля 2024 | 23 февраля 2024 |
| 7     | 10    | 10    | 7 марта 2025    | 7 марта 2025    |

### Сезон 1 (2019)
Сезон рассказывает о чемпионате 2018 года. Дата выпуска — 8 марта 2019 года.
| № общий | № в сезоне | Название                                       | Дата премьеры |
| --- | ---------- | ---------------------------------------------- | ------------- |
| 1 | 1          | «All to Play For» «Шанс есть у всех»           | 8 марта 2019  |
| Выступающий за «Ред Булл» Даниэль Риккардо готовится к первой гонке, как ему кажется, важнейшего сезона в карьере, но штраф в квалификации вынуждает его финишировать лишь четвёртым. «Хаас», тем временем, проводят сильнейшую квалификацию в истории, но из-за ошибок на пит-стопе гонка оканчивается для команды двойным сходом. |            |                                                |               |
| 2 | 2          | «The King of Spain» «Король Испании»           | 8 марта 2019  |
| Карлос Сайнс-младший размышляет о первых гонках сезона, сражениях с Фернандо Алонсо и о жизни в качестве сына чемпиона мира. Он завоёвывает лучший результат в карьере в Гран-при Азербайджана, и опережает Алонсо в принципиальном противостоянии в домашнем Гран-при Испании. Руководитель «Ред Булла» Кристиан Хорнер вынужден улаживать последствия столкновения между гонщиками команды Риккардо и Ферстаппеном в Азербайджане, которое привело к двойному сходу. |            |                                                |               |
| 3 | 3          | «Redemption» «Искупление»                      | 8 марта 2019  |
| Риккардо думает о смене команды из-за явного фаворитизма Макса Ферстаппена, среди возможных команд для перехода – Mercedes и Ferrari. На гран-при Монако Риккардо выигрывает гонку с поул-позиции, несмотря на проблемы с машиной (отказ системы рекуперации). Этим он искупил проигрыш в гран-при Монако 2016 года, когда на пит-стопе не подготовили шины, и пит-стоп занял 10 секунд. Клэр Уильямс, заместитель руководителя команды Williams и внучка основателя команды Фрэнка Уильямса, рассказывает о проблемах в команде, которая после оглушительных успехов в 80-х и 90-х сильно сдала позиции.                                                                            |            |                                                |               |
| 4 | 4          | «The Art of War» «Искусство войны»             | 8 марта 2019  |
| В свой день рождения Дэниэль участвует в гран-при Австрии, но неудачно: у него, как и у Хюлькенберга из команды Renault, происходит сход из-за поломки двигателя производства Renault. После этого Кристиан Хорнер объявляет об отказе от двигателей производства Renault из-за их поломок и негибкости условий при разработке и началом сотрудничества с Honda со следующего сезона. Также Кристиан пытается сделать всё возможное для удержания Риккардо в команде. После августовских каникул перед гран-при Бельгии Риккардо объявляет о переходе в Renault в следующем сезоне. Карлос Сайнц, гонщик Renault, оказывается под угрозой.                                           |            |                                                |               |
| 5 | 5          | «Trouble at the Top» «Проблема в руководстве»  | 8 марта 2019  |
| У команды Force India возникают проблемы с финансированием из-за проблем с законом у владельца команды – Виджая Малья. В конечном счете команда переходит под вешнее управление. Рассказывается про путь Эстебана в Формулу 1. В то время, пока Force India испытывает проблемы с финансированием, McLaren с большими средствами и большой известностью испытывает проблемы с машинами. Фернандо Алонсо (гонщик) и Зак Браун (руководитель команды) пытаются найти способы улучшить результаты. |            |                                                |               |
| 6 | 6          | «All or Nothing» «Всё или ничего»              | 8 марта 2019  |
| Команде Force India необходим новый инвестор или владелец – им должен стать Лоуренс Стролл, отец гонщика Лэнса Стролла. Но условие Стролла-старшего – в команде одним из пилотов должен быть его сын (который выступает за Williams). Перес – опытный пилот, который может привести в команду множество инвесторов и спонсоров. Окон – молодой перспективный гонщик, не имеющий таких связей. Перес и Окон сражаются между собой за возможность остаться в команде, попутно разбивая свои машины и уничтожая гонку друг у друга. В конечном счете Перес остается в команде, а Эстебан, несмотря на несколько успешных для него выступлений, на сезон 2019 года остается без команды. |            |                                                |               |
| 7 | 7          | «Keeping Your Head» «Не терять голову»         | 8 марта 2019  |
| Серия в основном посвящена французскому гонщику команды HAAS Ромэну Грожану – его авариям и неудачным выступлениям, особенно на фоне его напарника датского гонщика Кевина Магнуссена. |            |                                                |               |
| 8 | 8          | «The Next Generation» «Следующее поколение»    | 8 марта 2019  |
| Монегаск Шарль Леклер из Alpha Romeo Sauber рассказывает о своей мечте попасть в команду Ferrari (куда не успел попасть его крестный Жуль Бьянки). На фоне Шарля результаты его напарника, шведского пилота Маркуса Эрикссона, несмотря на опыт, выглядят скромнее. В команду Red Bull в следующем сезоне на замену Дэниэлю Риккардо должен прийти гонщик Toro Rosso француз Пьер Гасли. В итоге Шарль Леклер со следующего сезона переходит в Ferrari, а Alpha Romeo Sauber не продляет контракт на следующий год с Маркусом Эрикссоном. |            |                                                |               |
| 9 | 9          | «Stars and Stripes» «Звёзды и полоски»         | 8 марта 2019  |
| Основная тема серии – противостояние команд HAAS (Ромэн Грожан и Кевин Магнуссен) и Renault (Карлос Сайнц и Нико Хюлькенберг), доходящее до аварий и столкновений на трассе. На переднем плане – противостояние именно Кевина и Нико, так как Магнуссен пытается доказать Renault, за которую раньше выступал, что они его недооценили, заменив на Хюлькенберга. |            |                                                |               |
| 10 | 10         | «Crossing the Line» «Пересекая финишную линию» | 8 марта 2019  |
| Итоги сезона. Льюис Хэмильтон становится пятикратным чемпионом мира, его команда Mercedes пятый год завоевывает кубок конструкторов. Основное внимание уделяется последней гонке сезона в Абу-Даби. Фернандо Алонсо проводит последнюю гонку в Формуле 1. 8 команд из 10 к следующему сезону меняют состав. Даниэль Риккардо проводит последнюю гонку за Ред Булл, и команда при выборе стратегий для гонщиков делает выбор в пользу Макса. |            |                                                |               |

### Сезон 2 (2020)
Сезон рассказывает о чемпионате 2019 года. Дата выпуска — 28 февраля 2020 года.
| № общий | № в сезоне | Название                                    | Дата премьеры   |
| --- | ---------- | ------------------------------------------- | --------------- |
| 11 | 1          | «Lights Out» «Огни погасли»                 | 28 февраля 2020 |
| Дэниэль Риккардо, перешедший из Red Bull в Renault, делится впечатлениями от перехода. Mercedes считается фаворитом чемпионата. Red Bull перешли с неудовлетворяющих их требования двигателей Renault на непроверенные двигатели Honda. Первой гонке сезона (гран-при Австралии) у Дэниэля (Renault) и Ромэна Грожана (HAAS) сход, Макс Ферстаппен (Red Bull) завоевывает 3-е место, Шарль Леклер (Ferrari) – 5-е, Кевин Магнуссен (HAAS) – 6-е. |            |                                             |                 |
| 12 | 2          | «Boiling Point» «Точка кипения»             | 28 февраля 2020 |
| Несмотря на хорошее начало сезона (первая гонка и результат Кевина Магнуссена), команда HAAS от гонки к гонке сталкивается с различными проблемами – от аварий гонщиков до неработающих обновлений и технических проблем. Но команда и Гюнтер Штайнер (руководитель команды) продолжают бороться за результаты и хватаются за каждую возможность их улучшить. Rich Energy, пришедший к HAAS в качестве спонсора, ушли от них посреди сезона из-за неудовлетворенности результатами команды. |            |                                             |                 |
| 13 | 3          | «Dogfight» «Схватка»                        | 28 февраля 2020 |
| McLaren обновил свой состав – на смену Фернандо Алонсо и Стоффелю Вандорну пришли Карлос Сайнц (был заменен в Renault Дэниэлем Риккардо) и новичок Ландо Норрис. Начало сезона Renault с обновленным составом (особенно для Дэниэля Риккардо) было ужасным. Карлос Сайнц постепенно вливается в коллектив, проводя много времени с командой. |            |                                             |                 |
| 14 | 4          | «Dark Days» «Тёмные дни»                    | 28 февраля 2020 |
| 20 мая 2019 года умирает Ники Лауда – австрийский гонщик, 3-хкратный чемпион Формулы. С 2012 года он помогал команде Mercedes (выступал в качестве консультанта). Именно он в свое время убедил Льюиса Хэммильтона перейти в Mercedes, а также поспособствовал успеху команды, которая на тот момент 5й раз подряд завоевала Кубок конструкторов. Тото Вольф признается, что скучает по Нику как по своему другу и соратнику. В серии акцент был сделан на неудачный гран-при Германии. |            |                                             |                 |
| 15 | 5          | «Great Expectations» «Большие надежды»      | 28 февраля 2020 |
| Новому пилоту Red Bull Пьеру Гасли пока не удается показать впечатляющих результатов, особенно на фоне напарника Макса Ферстаппена. Пьер считает Макса примером, желает обойти его, стать идеалом, но пока его мысли заняты именно сравнениями себя с Максом, что мешает ему сконцентрироваться. Из-за недостаточно высоких результатов Пьера посреди сезона (после гран-при Венгрии) заменяют другим гонщиком. |            |                                             |                 |
| 16 | 6          | «Raging Bulls» «Яростные быки»              | 28 февраля 2020 |
| После гран-при Венгрии гонщика Toro Rosso тайского пилота Алекса Албона, пришедшего на замену Пьеру Гасли по результатам прошлого сезона, переводят в старшую команду Red Bull. Пьер возвращается в Toro Rosso. Во время дачи интервью после квалификации в Бельгии (трасса Спа-Франкоршам) происходит авария в гонке Формулы 2. В результате гибнет французский пилот Антуан Юбер – друг и в прошлом соперник Алекса Албона и Пьера Гасли. Авария напоминает всем пилотам об опасности автоспорта. По результатам гран-при Алекс занимает 5-е место (лучшее в его карьере на тот момент), а Пьер – 9-е.                          |            |                                             |                 |
| 17 | 7          | «Seeing Red» «Красная пелена»               | 28 февраля 2020 |
| Серия посвящена противостоянию гонщиков команды Ferrari – немецкого пилота Себастьяна Феттеля и монегаска Шарля Леклера. От дружеских бесед дело доходит до отказа от обмена позициями, предусмотренной тактикой. Шарль становится действительно опасным соперником для Феттеля, считающего Леклера «подмастерьем». |            |                                             |                 |
| 18 | 8          | «Musical Chairs» «Музыкальные стулья»       | 28 февраля 2020 |
| Серия посвящена гонщикам команды Renault – Нико Хюлькенбергу и Дэниэлю Риккардо. Команда запрещает гонщикам соревноваться между собой, чтобы избежать проблем, а также получить лучший результат. При этом команда в основном отдает предпочтение Дэниэлю, несмотря на потенциал Нико. К концу сезона Renault принимает решение не продлевать контракт с Нико Хюлькенбергом, а вернуть себе Эстебана Окона, который на тот момент являлся резервистом Mercedes. |            |                                             |                 |
| 19 | 9          | «Blood, Sweat & Tears» «Кровь, пот и слёзы» | 28 февраля 2020 |
| В команду Williams на замену Лэнсу Строллу и Сергею Сироткину пришли Роберт Кубица (вернулся в команду после 8-летнего перерыва) и Джордж Рассел. В команду из Mercedes перешел Падди Лоу на пост технического директора, чтобы перестроить процессы в компании и улучшить характеристики машин для возвращения величия команды. Но из-за задержек деталей для свежей машины Падди Лоу, не стремясь брать на себя ответственность за просчет, выбирает покинуть команду «по личным причинам». |            |                                             |                 |
| 20 | 10         | «Checkered Flag» «Клетчатый флаг»           | 28 февраля 2020 |
| Пьер Гасли и Алекс Албон делятся мыслями об их обмене мест. Карлос Сайнс считает, что переход в McLaren позволил ему добиться лучших результатов за всю свою карьеру в Формуле 1. Показывается предпоследнее гран-при сезона (гран-при Бразилии), где в результате аварии из-за борьбы напарников Ferrari Феттель приходит 17-м, Шарль – 18-м, Гасли приходит 3-м, Карлос финиширует 4-м с 20-го места, но за счет штрафа Хэмильтона становится 3-м, Албон из-за аварии с Хэмильтоном приходит 14-м. По итогам сезона Льюис Хэмильтон становится 6-тикратным чемпионом Формулы 1, а Mercedes завоевывает 6-й Кубок Конструкторов. |            |                                             |                 |

### Сезон 3 (2021)
Сезон рассказывает о чемпионате 2020 года. Дата выпуска — 19 марта 2021 года.
| № общий | № в сезоне | Название                                                      | Дата премьеры |
| --- | ---------- | ------------------------------------------------------------- | ------------- |
| 21 | 1          | «Cash Is King» «Деньги превыше всего»                         | 19 марта 2021 |
| Команда Racing Point (бывшая Force India) удивляет всех своими новыми машинами, показывающими отличный результат на предсезонных тестах, но при этом сильно напоминающими прошлогодний чемпионский болид Mercedes. Это заставляет членов других команд говорить о нечестной борьбе (копирование чужой машины многие считают нечестным и недопустимым шагом). Короновирус распространяется по миру. Перед началом первого гран-при сезона (Австралия) у одного из членов команды McLaren тест на короновирус оказывается положительным. Это делит команды на 2 части: одни считают, что с соблюдением всех ограничений стоит продолжать сезон, другие - что риск заболеть того не стоит, и решение о продолжении чемпионата - лишь вопрос денег. В итоге перед началом первой сессии свободных заездов (практики) гран-при отменяют. В дальнейшем отменяются или переносятся гран-при Вьетнама, Китая, Бахрейна. |            |                                                               |               |
| 22 | 2          | «Back On Track» «Возвращение на трассу»                       | 19 марта 2021 |
| Сезон стартует 5 июля в Австрии. Mercedes показывает отличные результаты на практиках, но у Кристиана Хорнера возникают сомнения в честности команды. По камерам с онборда Льюиса Хэмильтона он замечает систему DAS Dual Axis Steering - система двуосноготрулевого управления). Подача протеста не дает результатов. Во время квалификации Вальтери Боттас вылетает с трассы в момент, когда Льюис Хэмильтон проводит свой быстрый круг (завоевывает им поул). Кристиан Хорнер подает протест (на распечатке кадров видно, что желтый флаг был в зоне видимости, и Льюис был обязан замедлиться). Перед самым началом гонки протест удовлетворяют, и Льюис становится 5-м. Боттас перемещается на 1-ю позицию, Макс Ферстаппен - на 2-ю, Ландо Норрис - на 3-ю. По ходу гонки возникает ситуация, аналогичная ситуации гран-при Бразилии - Хэмильтон выталкивает Албона за пределы трассы, лишая Алекса шанса на подиум. Норрис берет быстрый круг и попадает на подиум (3-е место) за счет штрафа Льюису. |            |                                                               |               |
| 23 | 3          | «Nobody's Fool» «Не дурак»                                    | 19 марта 2021 |
| Гран-при России. У Льюиса есть шанс побить рекорд Михаэля Шумахера, одержав 91-ю победу. Вальтери Боттас собирается ему помешать в этом: команда давно уже использует его в качестве второго номера, отдавая предпочтение Льюису и достаточно часто прося финна об обмене позициями. Во время классификации Льюис берет поул, Вальтери предварительно берет 2-е место, но создает Ферстаппену "воздушный мешок" (зона с разряженным воздухом за болидом, дающая ускорение идущей сзади машины), чтобы Макс взял 2-е место, а самому опуститься на 3-е. Старт с 1-го и 3-го места дают преимущества в начале гонки из-за наличия длинного прямого отрезка в этой части трассы; Боттас собирается использовать все возможные средства, чтобы победить в гонке, не дать Льюису побить рекорд Михаэля и доказать всем, что он тоже способен побеждать и его несправедливо списывают как второго номера в команде. Вдобавок ко всему, сам Льюис создает себе проблему, тренируя старт с питлейн уже практически на самом выезде с питлейна (это сохдавадо опасность для других гонщиков: при тренировке старта Хэмильтон мог не заметить выездающую с питлейна машину и спровоцировать серьезную аварию). Штраф в 10 секунд был назначен во время гонки (несмотря на уверения в том, что все так делают, и никого за это не штрафуют, протест в связи со штрафом был отклонен), из-за чего Льюис финишировал лишь 3-м, Макс -2-м, а Боттас выиграл гонку и взял быстрый круг. |            |                                                               |               |
| 24 | 4          | «We Need to Talk About Ferrari» «Надо поговорить о „Феррари“» | 19 марта 2021 |
| Руководство Ferrari приняло решение не выделять первого и второго пилота между Себастьяном Феттелем и Шарлем Леклером. Но в мае 2020 команда через соцсети сообщает о расторжении контракта с Себастьяно в конце года. Леклеру же еще зимой предложили продление контракта на 5 лет (самый большой срок контракта в истории Ferrari). Между пилотами на трассе сохраняется жесткая борьба, выражающаяся в том числе в несоблюдении установок команды. К тому же машины не имеют необходимой мощности – если в предыдущем сезоне были громкие победы, то в 2020 после директивы по ограничениям по расходам топлива результаты сильно ухудшились. После ужасной квалификации (Шарль – 13-й, Себастьян – 17-й) на гонке в Монце Себастьян сходит на 8м круге, Леклер попадает в аварию. Себастьян переходит в Астон Мартин на сезон 2021 года. |            |                                                               |               |
| 25 | 5          | «The End of the Affair» «Конец отношений»                     | 19 марта 2021 |
| Дэниэль Риккардо и команда Renault не удовлетворены сотрудничеством друг с другом. Команда не удовлетворена результатами Риккардо, а Дэниэль слишком часто сталкивался с техническими проблемами машины, что в итоге Риккардо решает перейти в McLaren. Продолжаются разговоры в паддоке о том, что болид Racing Point этого года – «розовый Mercedes» (то есть машина полностью скопирована с чемпионского болида прошлого года). Renault после гран-при Штирии подает протест против болида Racing Point (предполагается нарушение правила в регламенте о передаче деталей другой команде). По итогам у команды Racing Point вычли 15 очков из кубка конструкторов и оштрафовали на 400000 евро за оба болида, при этом разрешили продолжать использовать воздухозаборники и тормоза, за которые были санкции. Некоторые команды остались (McLaren, Renault, Williams и Ferrari) недовольны таким решением. Racing Point подает протест. На гонке в Сильверстоуне гонщикам Renault удается обойти гонщиков Racing Point (Риккардо – 4-й, Окон – 6-й). Успех в Сильверстоуне порождает сомнения у Даниэля по поводу перехода в McLaren. |            |                                                               |               |
| 26 | 6          | «The Comeback Kid» «Парень возвращается»                      | 19 марта 2021 |
| Гонщик Alpha Tauri (старое название команды Toro Rosso) Эстебан Окон становится гонщиком дня на трассе Спа-Франкоршам – в целом он достаточно хорошо выступает на болидах Alpha Tauri. В то же время Пьер Гасли, выступающий за Red Bull, не может показать результатов, которые от него ожидают – его настигают те же проблемы, что и Окона в свое время. Машины Red Bull достаточно нервные и чувствительные, и если Максу такая машина подходит, то Окону и Гасли сложно с ней работать. Предварительно на следующий сезон Red Bull решает оставить Эстебана и Алекса на своих местах. В Монце Окон занимает первое место (в том числе за счет аварии Шарля, рестарта гонки и штрафа Хэмилтона), Алекс занял 15-е место. |            |                                                               |               |
| 27 | 7          | «Guenther's Choice» «Выбор Гюнтера»                           | 19 марта 2021 |
| Несмотря на неплохие успехи в сезоне 2018 года, результаты HAAS становятся только хуже. В этом сезоне они борются в конце решетки с такой командой, как Alpha Romeo Sauber. Но, в отличии от HAAS, в составе которой гонщики Кевин Магнуссен и Ромен Грожан, находящиеся практически с самого начала, то в составе Alpha Romeo Sauber Кими Райкконен, чемпион Формулы 1 2007 года, и новичок, первый итальянец в команде за долгое время Антонио Джовинацци. На гран-при Великобритании Кевин разбивает машину, а Грожан из-за собственной ошибки на питстопе (вместо первой передачи переключился на нейтральную) оказывается 17-м. Главный спонсор HAAS Джим Хаас отказывается финансировать команду из-за неудовлетворительных результатов. Мик Шумахер, чемпион Формулы 2 2020 года и сын 7-микратного чемпиона Формулы 1 Михаэля Шумахера, появляется в паддоке, чтобы выбрать команду на следующий сезон из двух вариантов: Alpha Romeo Sauber и HAAS. Обеим командам Шумахер необходим – как спонсор команды и как пилот, который может привлечь много спонсоров. В итоге HAAS приняли решение заменить обоих пилотов на Мику Шумахера и Никиту Мазепина. |            |                                                               |               |
| 28 | 8          | «No Regrets» «Никаких сожалений»                              | 19 марта 2021 |
| Карлос Сайнц и Ландо Норрис отлично сработались между собой в составе команды McLaren. Но Карлос решает перейти в Ferrari с сезона 2021 года на место Себастьяна Феттеля. Эта новость становится началом разлада между Карлосом и Ландо. Помимо этого, команда начинает жертвовать результатами Сайнца в пользу Норриса. Карлоса начинают преследовать неудачи, связанные с техническими проблемами у болида. Тем не менее, на гран-при Италии Карлосу удается занять 2-е место (Ландо финишировал 4-м) – и это был лучший его результат за весь сезон. |            |                                                               |               |
| 29 | 9          | «Man On Fire» «В огне»                                        | 19 марта 2021 |
| Команда HAAS к следующему сезону полностью меняет свой состав. Но они не единственные: другие команды также меняют гонщиков на следующий сезон. Одним из гонщиков, лишенных места на следующий год, оказывается пилот Rasing Point Серхио Перес. Помимо Серхио, и остальные гонщики без места на следующий сезон стараются показать максимальные результаты на оставшихся гонках сезона. На первом же круге гран-при Бахрейна происходит серьезная авария – болид Ромена Грожана врезался в стену, разорвался на 2 части и вспыхнул. Чудом Ромен отделался только ожогами рук и ног, хотя последствия аварии могли быть более трагичными. Постоянные совершенствования техрегламентов и работа над безопасностью автоспорта сделали возможным положительный исход. На гран-при Сахира Перес, после столкновения с Шарлем Леклера опустившийся на 18-е место, осуществил прорыв сквозь весь пелетон, выиграв гонку и обеспечив себе место на следующий год в Red Bull. |            |                                                               |               |
| 30 | 10         | «Down to the Wire» «Приближаемся к финалу»                    | 19 марта 2021 |
| Финал сезона, гран-при Абу-Даби. Главная интрига гонки – как распределятся третье, четвертое и пятое места в Кубке конструкторов между McLaren, Racing Point и Renault. Сход Переса из-за поломки двигателя и 8-й результат Стролла позволили McLaren занять 3-е место, а 9-й результат Риккардо и 7-й результат Окона не позволили Renaut обойти Racing Point, и команда заняла 5-е место. |            |                                                               |               |

### Сезон 4 (2022)
Сезон рассказывает о чемпионате 2021 года. Дата выпуска — 11 марта 2022 года.
| № общий | № в сезоне | Название                                       | Дата премьеры |
| ------- | ---------- | ---------------------------------------------- | ------------- |
| 31      | 1          | «Clash of the Titans» «Битва титанов»          | 11 марта 2022 |
| 32      | 2          | «Ace in the Hole» «Туз в рукаве»               | 11 марта 2022 |
| 33      | 3          | «Tipping Point» «Переломный момент»            | 11 марта 2022 |
| 34      | 4          | «A Mountain to Climb» «Трудный путь к вершине» | 11 марта 2022 |
| 35      | 5          | «Staying Alive» «Остаться в игре»              | 11 марта 2022 |
| 36      | 6          | «A Point to Prove» «Доказать своё право»       | 11 марта 2022 |
| 37      | 7          | «Growing Pains» «Проблемы роста»               | 11 марта 2022 |
| 38      | 8          | «Dances With Wolff» «Танцующие с Вольффом»     | 11 марта 2022 |
| 39      | 9          | «Gloves are Off» «Без церемоний»               | 11 марта 2022 |
| 40      | 10         | «Hard Racing» «Жестокие гонки»                 | 11 марта 2022 |

### Сезон 5 (2023)
Сезон рассказывает о чемпионате 2022 года. Дата выпуска — 24 февраля 2023 года.
| № общий | № в сезоне | Название                                                     | Дата премьеры   |
| ------- | ---------- | ------------------------------------------------------------ | --------------- |
| 41      | 1          | «The New Dawn» «Новый рассвет»                               | 24 февраля 2023 |
| 42      | 2          | «Bounce Back» «Отскочить назад»                              | 24 февраля 2023 |
| 43      | 3          | «Like Father, Like Son» «Яблоко от яблони»                   | 24 февраля 2023 |
| 44      | 4          | «Matter of Principal» «Дело принципа»                        | 24 февраля 2023 |
| 45      | 5          | «Hot Seat» «Электрический стул»                              | 24 февраля 2023 |
| 46      | 6          | «Pardon My French» «Простите за мой французский»             | 24 февраля 2023 |
| 47      | 7          | «Nice Guys Finish Last» «Милые парни заканчивают последними» | 24 февраля 2023 |
| 48      | 8          | «Alpha Male» «Альфа-самец»                                   | 24 февраля 2023 |
| 49      | 9          | «Over The Limit» «Сверх лимита»                              | 24 февраля 2023 |
| 50      | 10         | «End of the Road» «Конец дороги»                             | 24 февраля 2023 |

### Сезон 6 (2024)
Сезон рассказывает о чемпионате 2023 года. Дата выпуска — 23 февраля 2024 года.
| № общий | № в сезоне | Название                               | Дата премьеры   |
| ------- | ---------- | -------------------------------------- | --------------- |
| 51      | 1          | «Money Talks» «Деньги говорят»         | 23 февраля 2024 |
| 52      | 2          | «Fall from Grace» «Падение из милости» | 23 февраля 2024 |
| 53      | 3          | «Under Pressure» «Под давлением»       | 23 февраля 2024 |
| 54      | 4          | «The Last Chapter» «Последняя глава»   | 23 февраля 2024 |
| 55      | 5          | «Civil War» «Гражданская война»        | 23 февраля 2024 |
| 56      | 6          | «Leap of Faith» «Прыжок веры»          | 23 февраля 2024 |
| 57      | 7          | «C’est la Vie» «Такова жизнь»          | 23 февраля 2024 |
| 58      | 8          | «Forza Ferrari» «Сила Феррари»         | 23 февраля 2024 |
| 59      | 9          | «Three's a Crowd» «Трое в толпе»       | 23 февраля 2024 |
| 60      | 10         | «Red or Black» «Красный или черный»    | 23 февраля 2024 |

### Сезон 7 (2025)
Сезон рассказывает о чемпионате 2024 года. Дата выпуска — 7 марта 2025 года.
| № общий | № в сезоне | Название                                        | Дата премьеры |
| ------- | ---------- | ----------------------------------------------- | ------------- |
| 61      | 1          | «Business as Usual» «Обычное дело»              | 7 марта 2025  |
| 62      | 2          | «Frenemies» «Заклятые враги»                    | 7 марта 2025  |
| 63      | 3          | «Looking Out for Number 1» «В поисках номера 1» | 7 марта 2025  |
| 64      | 4          | «Carlos Signs» «Знаки Карлоса »                 | 7 марта 2025  |
| 65      | 5          | «Le Curse of Leclerc» «Проклятие Леклера »      | 7 марта 2025  |
| 66      | 6          | «Wheels of Fortune» «Колесо удачи»              | 7 марта 2025  |
| 67      | 7          | «In The Heat of the Night» «В ночном зное»      | 7 марта 2025  |
| 68      | 8          | «In The Heat of the Night» «Локти наружу»       | 7 марта 2025  |
| 69      | 9          | «Under New Management» «Под новым руководством» | 7 марта 2025  |
| 70      | 10         | «End Game» «Конец игры»                         | 7 марта 2025  |